# Learjet 55
Il Learjet 55 è un business jet prodotto dall'azienda statunitense Learjet.

## Storia del progetto
La serie Learjet 50 è stata annunciata nel 1977 al Paris Air Show, con cabine più grandi rispetto ai Learjet allora esistenti. In origine la serie doveva essere composta da tre varianti, il Learjet 54, 55 e 56, ma solo il Learjet 55 è stato costruito. Il velivolo ha impennaggio a T ed è alimentato da due Garrett TFE731 montati ai lati della fusoliera. La fusoliera pressurizzata è in grado di ospitare dieci passeggeri e due membri dell'equipaggio. La progettazione del Learjet 55 ha avuto inizio nel 1978, con alcuni studi che portarono alla costruzione di un prototipo il quale effettuò il primo volo il 19 aprile 1979. Nel 1981 il Learjet 55 ottenne la certificazione da parte della FAA, l'ente per l'aviazione civile statunitense, e nello stesso anno iniziò la produzione.

## Versioni
Learjet 54
Versione a 11 posti, non prodotta.
Learjet 55
Versione di produzione, 126 esemplari costruiti.
Learjet 55B
Variante introdotta nel 1986, sono state introdotte migliorie alle prestazioni in fase di decollo, è stata aumentata l'autonomia ed installato un glass cockpit. Sono stati costruiti 8 esemplari.
Learjet 55C
Variante introdotta nel 1987, è stato introdotto un nuovo disegno della parte inferiore della fusoliera, nuove alette all'estremità delle ali per aumentarne la stabilità e ridurre la velocità di atterraggio.
Learjet 55C / ER
Variante del Learjet 55C con un maggiore raggio d'autonomia.
Learjet 55C / LR
Variante a lungo raggio del Learjet 55C, dotata di un serbatoio supplementare.
Learjet 56
Versione a 8 posti, non prodotta.

## Galleria d'immagini

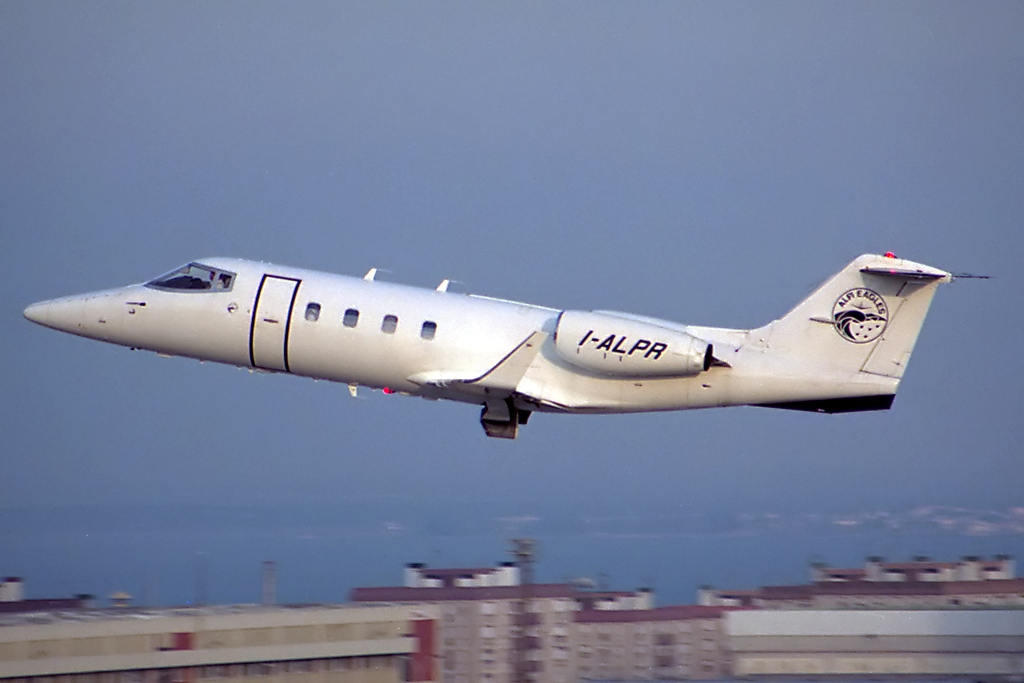
Un Learjet 55 in fase di decollo.
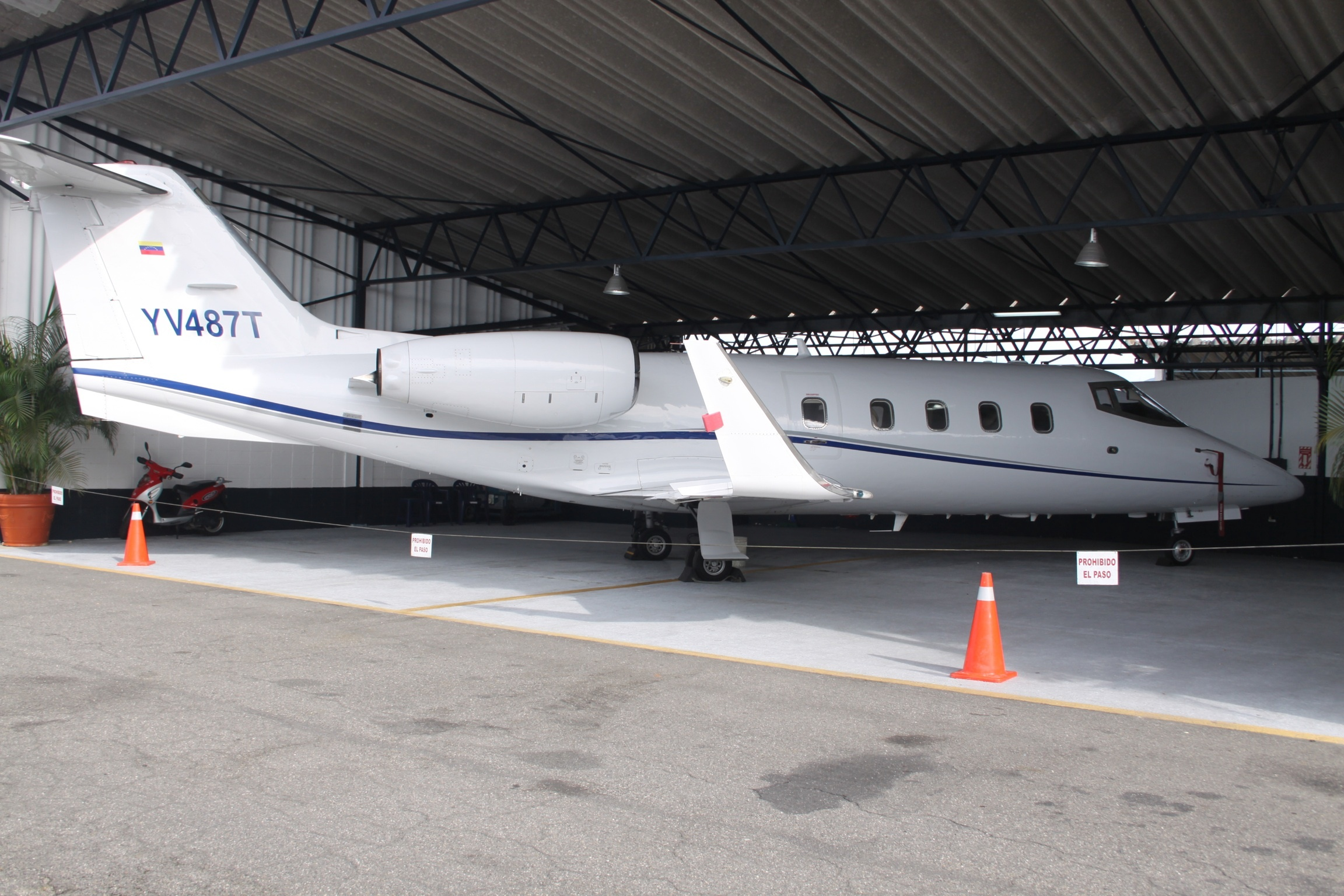
Particolare della parte posteriore di un Learjet 55.
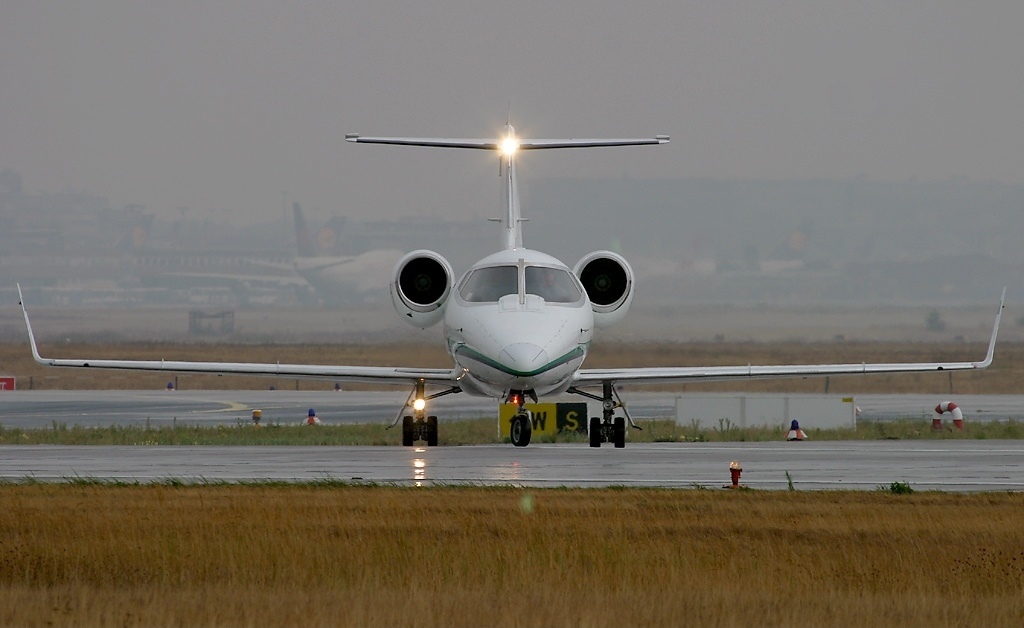
Particolare del profilo di un Learjet 55.
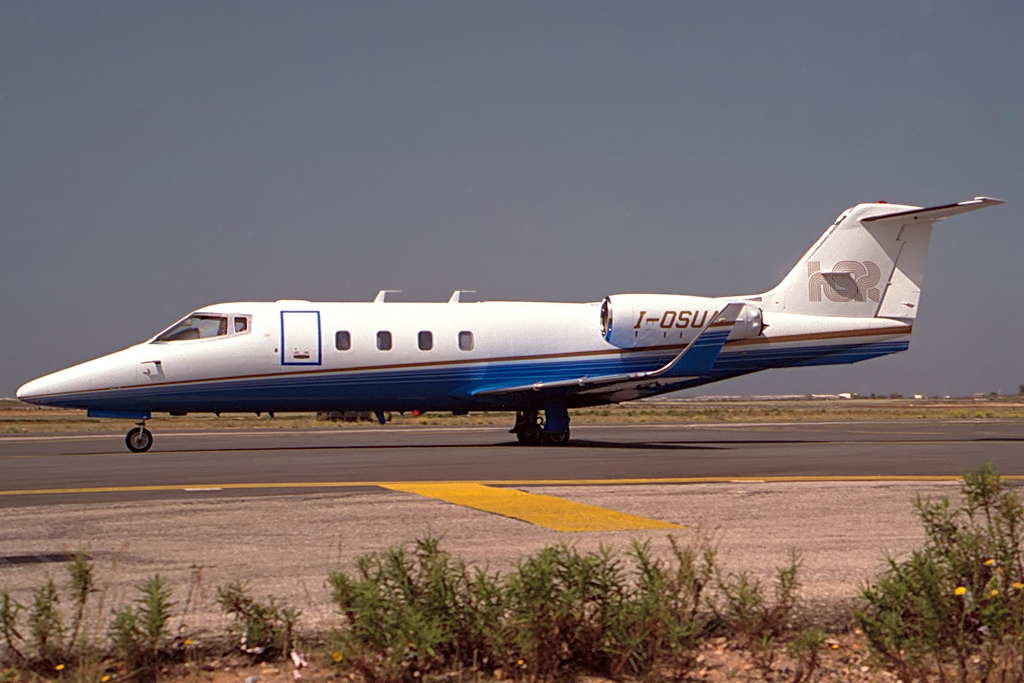
Un Learjet 55 dell'Ospedale San Raffaele.